# Утёс (фильм, 1973)
«Утёс» — советский фильм 1973 года по одноимённой пьесе Вртанеса Папазяна снятый на киностудии «Арменфильм».

## Сюжет
Действие разворачивается в начале XX века в маленьком армянском селе.
После завершения образования на юридическом факультете Александр возвращается в родное село с намерением использовать полученные знания, чтобы немного облегчить жизнь бесправных крестьян.
Группа крестьян обращается к Александру с жалобой на Григора-ага, сельского богача-ростовщика, который требует у крестьян вернуть в несколько раз больше суммы, которые они задолжали.
Александр берёт на себя защиту их дела. И даже любовь к дочери Григора-аги не может заставить Александра отказаться от своих убеждений. Его ждет ссылка.

## В ролях
- Гурген Джанибекян — Григор-ага
- Ованес Авакян — Саак-ага
- Майра Пароникян — Оромсим
- Александр Хачатрян — Александр
- Жанна Аветисян — Маргарит
- Мурад Костанян — Матвей Егорович
- Верджалуйс Мириджанян — Сатеник
- Алла Туманян — Тереза
- Вахинак Маргуни — Багдасар-ами
- Геворг Асланян — Захар
- Ваче Багратуни — Маркар
- Артём Фодулян — Аршак
- Вреж Акопян — Сероб
- Сос Саркисян — Айрапет
- Аветик Джрагацпанян — Галуст
- Артемий Айрапетян — Маркос
- Татул Дилакян — приказчик
- Армен Хостикян — эпизод